# Wał Pomorski

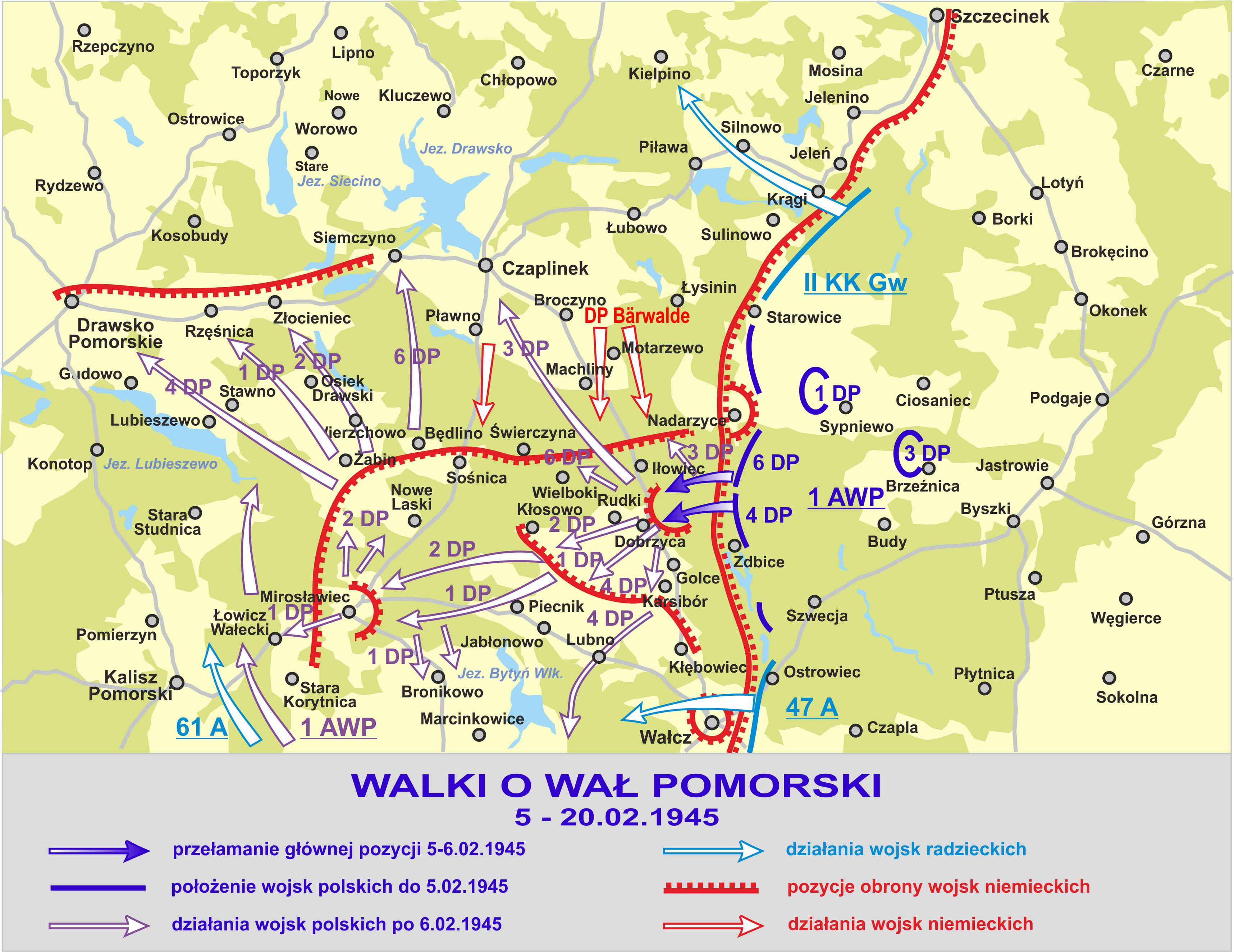
Walki o Wał Pomorski (5–20 lutego 1945)

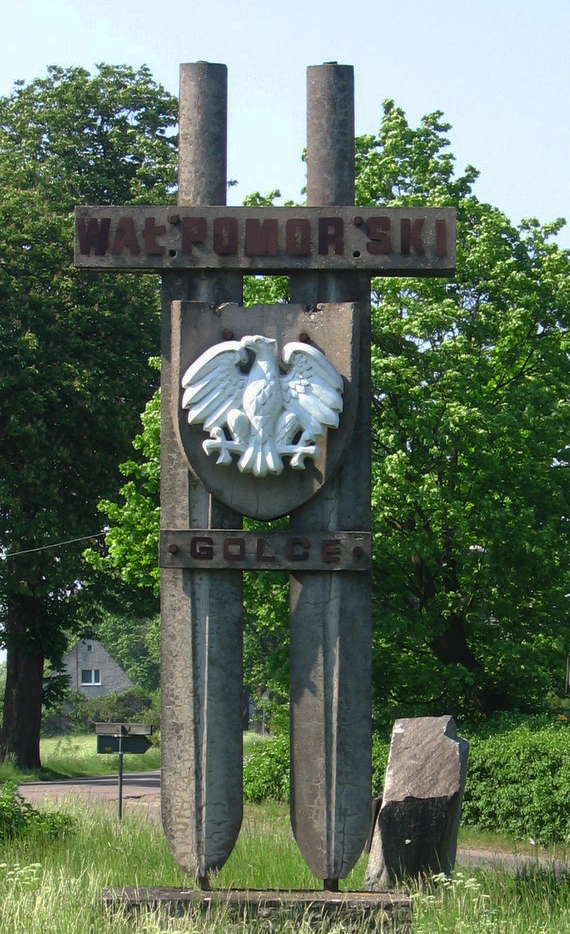
Pomnik we wsi Golce, gdzie miały miejsce walki z 7 na 8 lutego 1945 roku

Wał Pomorski (właśc. niem. Pommernstellung) – część systemu umocnień wschodniej granicy III Rzeszy, powiązana na południu z Międzyrzeckim Rejonem Umocnionym i z linią odrzańską, rozbudowaną na rubieży: Szczecinek, Wałcz, Tuczno, Gorzów Wielkopolski.

## Opis umocnień
Planowanie budowy umocnień wzdłuż swojej granicy wschodniej Niemcy rozpoczęli już pod koniec lat dwudziestych. Prace wstępne przy budowie umocnień rozpoczęto w 1930. Ekipy geodezyjne uaktualniające mapy i wytyczające przebieg przyszłych linii obrony na pograniczu Pomorza Zachodniego pojawiły się wiosną 1931. Rok później rozpoczęto budowę około 20 schronów żelbetowych na przejściach w okolicach Strączna, Prusinowa i Strzalin. Równocześnie powstały lekkie stanowiska obserwacyjno-bojowe na przesmyku między jeziorami Zdbiczno i Dobre.
Latem 1934 rozpoczął się nowy etap budowy fortyfikacji wzdłuż całej granicy z Polską. Pozycja główna Wału Pomorskiego biegła od Gorzowa wzdłuż Noteci i Drawy na zachód od Człopy poprzez Strzaliny, Strączno do Wałcza. Następnie linia umocnień wiodła na północ wzdłuż jezior: Łubianka, Smolno, Zdbiczno i Dobre (zachodnie brzegi), docierała do Nadarzyc, a stamtąd kierowała się w stronę Szczecinka, Białego Boru, Polanowa i Darłowa.
Pozycja ta w założeniu twórców miała być tylko tzw. pozycją umocnioną, rozbudowaną pozycją polową osłaniającą rejony koncentracji wojsk i osłaniającą Pomorze Zachodnie w razie uderzenia wojsk polskich. Umocnienia tworzyło kilka rubieży budowanych w różnych okresach i o różnym przeznaczeniu. W 1935 ukończono rozbudowę głównej pozycji, opartej o naturalne przeszkody terenowe, wielkie kompleksy leśne, tereny bagniste, rzeki, jeziora, zapory wodne (Grudna, Jastrowie) oraz sztuczne kanały. W 1936 rozpoczęto budowę bunkrów wzdłuż północnych zboczy pradoliny Noteci i toru kolejowego Krzyż-Gorzów Wlkp. Do 1937 zrealizowano budowę fortyfikacji od Gorzowa Wlkp. na południu, aż do okolic Białego Boru i Polanowa (południowy brzeg Jeziora Bobięcińskiego Wielkiego). Dalej Wał Pomorski miał być tylko tzw. odcinkiem mobilizacyjnym wzmacnianym fortyfikacją polową na wypadek wojny i biegł w stronę Darłówka, gdzie miał stykać się z Bałtykiem.
Na zachód od Nadarzyc wał ciągnął się wzdłuż brzegów jeziora: Dobre, Zdbiczno, Smolno, Lubianki i obejmowała miejscowości Wałcz i Tuczno. W celu zamknięcia kierunku na Kołobrzeg i utworzenia podstawy wyjściowej do ewentualnych przeciwuderzeń w skrzydło wojsk, które przełamałyby pozycję główną w 1944 zbudowano pozycję ryglową na rubieży: Nadarzyce, Wierzchowo, Żabin, Żeńsko, Orla, Łowicz Wałecki, Kalisz Pomorski. W tym samym roku przed frontem pozycji głównej rozbudowano pas przesłaniania wzdłuż brzegu rzeki Gwdy i północnego brzegu Noteci. Do pasa tego włączono umocnione miejscowości: Podgaje, Jastrowie, Ptuszę i pasmo wzgórz nad Gwdą. Główna pozycja składała się z systemu żelbetowych schronów rozmieszczonych zespołami. Najwięcej schronów było w rejonie Nadarzyc i w wąskich przesmykach między jeziorami. Schrony w rejonie Nadarzyc, Wałcza i Strzalin posiadały kilka podziemnych kondygnacji (do 15 m), ściany o grubości nawet ponad 200 cm i stropy o grubości ok. 190 cm. Każdy z tych schronów uzbrojony był w dwa działka obrotowe, trzy karabiny maszynowe, wyrzutnie granatów i peryskop. Wewnątrz znajdowały się pomieszczenia dla około setki żołnierzy. Schrony były połączone systemem polowych fortyfikacji, starannie zamaskowane, a ich przedpole uzbrojone było w pola minowe, zasieki, płoty i przeszkody przeciwczołgowe.

## Wykorzystanie bojowe
W 1945 w pasie natarcia 1. Armii WP były trzy główne rubieże obronne. Pierwsza, nazywana przez dowództwo niemieckie „Pommernstellung – d1”, była najbardziej rozbudowana i przebiegała wzdłuż linii: Słupsk, Szczecinek, Krągi, Dudylany, Nadarzyce, zachodni brzeg jezior – Dobre, Zdbiczno, Smolno i Lubianka; dochodziła do Wałcza, stąd linia schronów biegła wzdłuż zachodniego brzegu Drawy do rygla na północnym brzegu Noteci. Na obszarze tym rozbudowano system żelbetowych i drewniano-ziemnych schronów wyposażonych w kopuły pancerne i uzbrojonych w ciężkie karabiny maszynowe. Właściwą budowę tych umocnień Niemcy rozpoczęli w 1934, od 1944 rozbudowywano dodatkowe umocnienia zarówno betonowe, jak i ziemne. Schrony zostały połączone rowami ciągłymi i okopami, a poszczególne miejscowości przekształcone w punkty oporu. Druga rubież, nazwana przez Niemców „Pommersche Seenstellung – d2”, przebiegała od twierdzy Kołobrzeg przez Karlino, Połczyn-Zdrój, Złocieniec, Drawno, Pełczyce, Gorzów Wlkp. Rubież ta nie została w pełni rozbudowana pod względem inżynieryjnym. Gotowe były samodzielne punkty oporu i zapory przeciwpancerne. Trzecia rubież, nazwana „Oder-Stellung”, rozciągała się wzdłuż Odry i składała się z umocnień typu polowo-fortyfikacyjnego. Była to główna linia oporu ze względu na naturalne walory obronne (szeroka i głęboka przeszkoda wodna). W pasie działania 1. Armii Wojska Polskiego rubieże obrony obsadzone zostały jednostkami 15. dywizji grenadierów SS „Lettland” i innych wchodzących w skład 10. Korpusu SS i Grupy Korpuśnej „Tettau”, które 7 marca 1945 zostały rozbite przez jednostki 1. Armii Wojska Polskiego i część sił 1. armii pancernej gwardii oraz 3. armii uderzeniowej.